# Бабак, Николай Павлович
Николай Павлович Бабак — советский военный, государственный и политический деятель, генерал-майор.

## Биография
Родился в 1905 году. Член КПСС.
С 1927 года — на военной службе, общественной и политической работе. В 1927—1955 гг. — на политической работе и командных должностях в авиации Рабоче-Крестьянской Красной Армии, военный комиссар 31-й авиационной дивизии, военный комиссар ВВС Калининского фронта, начальник политотдела 3-й воздушной армии, на командно-политической работе в авиации Красной Армии.
Делегат XVIII съезда ВКП(б).
Умер в Москве в 1990 году.